# Shukurjon Aminova
Shukurjon Aminova (16 de febrero de 2002) es una deportista uzbeka que compite en judo.
Ganó una medalla de bronce en el Campeonato Asiático de Judo de 2025, en la categoría de –57 kg. Participó en los Juegos Olímpicos de París 2024, obteniendo el séptimo en la prueba de equipo mixto.

## Palmarés internacional
| Campeonato Asiático | Campeonato Asiático | Campeonato Asiático | Campeonato Asiático |
| Año                 | Lugar               | Medalla             | Categoría           |
| ------------------- | ------------------- | ------------------- | ------------------- |
| 2025                | Bangkok (Tailandia) | Medalla de bronce   | –57 kg              |